# (5796) Klemm
(5796) Klemm es un asteroide perteneciente al cinturón de asteroides descubierto el 7 de noviembre de 1978 por Eleanor F. Helin y el también astrónomo Schelte John Bus desde el Observatorio del Monte Palomar, Estados Unidos.

## Designación y nombre
Designado provisionalmente como 1978 VK5. Fue nombrado Klemm en homenaje a Per Klemm, fue un profesor danés de microbiología cuyo trabajo se centró en adhesinas bacterianas, transcriptómica y genómica comparativa de E. coli patógena y el desarrollo de fármacos antimicrobianos.

## Características orbitales
Klemm está situado a una distancia media del Sol de 2,452 ua, pudiendo alejarse hasta 2,602 ua y acercarse hasta 2,301 ua. Su excentricidad es 0,061 y la inclinación orbital 1,972 grados. Emplea 1402,50 días en completar una órbita alrededor del Sol.

## Características físicas
La magnitud absoluta de Klemm es 13,4. Tiene 5,659 km de diámetro y su albedo se estima en 0,264. 